# ليليان غلاس
ليليان غلاس (بالإنجليزية: Lillian Glass)‏ هي صحفية وطبيبة أمريكية، ولدت في 21 يوليو 1952 في ميامي في الولايات المتحدة.

## وصلات خارجية
- ليليان غلاس على موقع IMDb (الإنجليزية)
- ليليان غلاس على موقع قاعدة بيانات الفيلم (الإنجليزية)